# Arenaria giraldii
Arenaria giraldii är en nejlikväxtart som först beskrevs av Friedrich Ludwig Diels, och fick sitt nu gällande namn av Johannes Mattfeld. Arenaria giraldii ingår i släktet narvar, och familjen nejlikväxter. Inga underarter finns listade i Catalogue of Life.